# دیانا فیرو
دیانا فیرو (انگلیسی: Diana Fierro؛ زادهٔ ۱۹ ژوئن ۱۹۹۵) بازیکن فوتبال اهل مکزیک است.